# Geschichtsschreibung

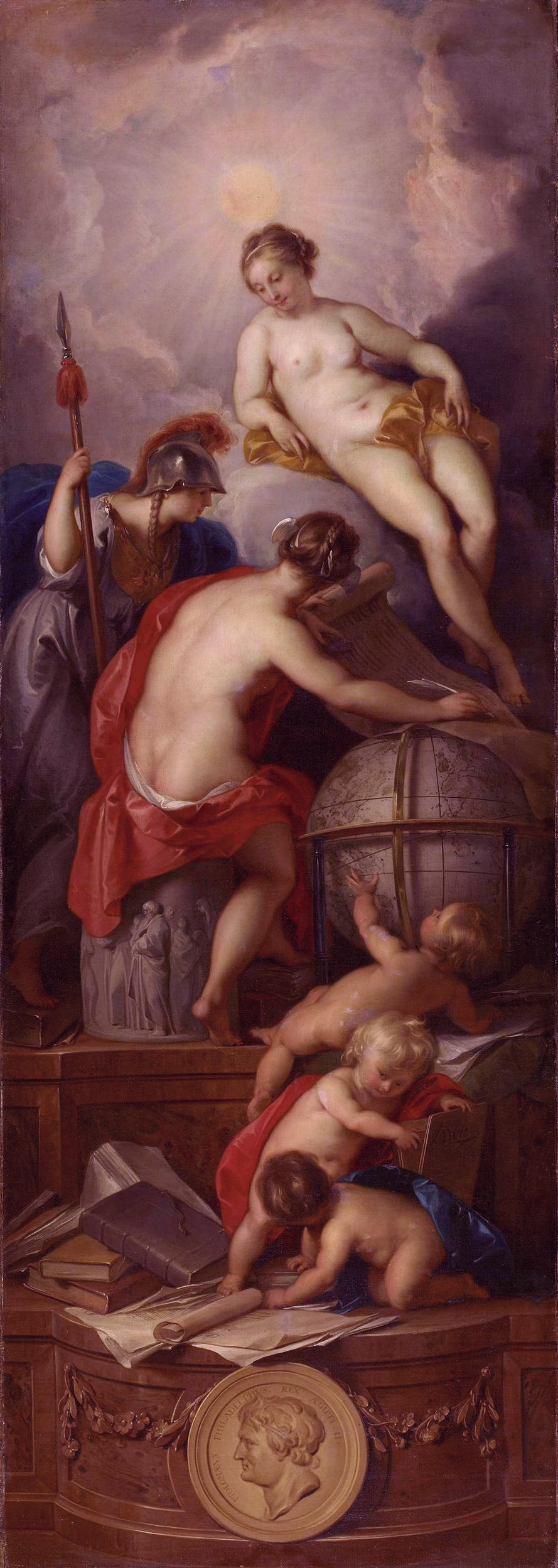
Allegorie der Geschichtsschreibung:
Die Wahrheit blickt auf den Historiker, während die Weisheit wacht; am Sockel ein Reliefmedaillon von Ptolemaios I. Soter als Vertreter objektiver Historiographie. Ölgemälde von Jacob de Wit, 1754

Geschichtsschreibung oder Historiographie (selten Chronographie für eine geschichtliche Darstellung in zeitlicher Abfolge; von altgriechisch χρονογραφία chronographía, deutsch ‚Zeitbeschreibung, Jahrbuch‘) bezeichnet die Darstellung von geschichtlichen Ereignissen. Die moderne Geschichtsschreibung mit wissenschaftlichem Anspruch gehört zur Geschichtswissenschaft und definiert den Begriff „Geschichtsschreibung“ als „sprachliche Vermittlung historischer Erkenntnis“.

## Entstehung und Entwicklung
Aufzeichnungen zu geschichtlichen Daten und Vorgängen gab es bereits in den frühen Schriftkulturen beispielsweise der Babylonier und Ägypter. Exemplarische Vorläufer der modernen Geschichtsschreibung brachte die griechisch-römische Antike hervor, die auch bereits Ansätze zur Periodisierung kannte. In der Neuzeit sind diverse historische Denkschulen entstanden, die teils bis in die Gegenwart die Geschichtsschreibung und -methodik beeinflussen, wie zum Beispiel der Historismus, der Historische Materialismus oder die Annales-Schule.

## Probleme der Geschichtsschreibung
Geschichtsschreibung liegt immer dann vor, wenn historische Ereignisse schriftlich festgehalten werden, also auch dann, wenn den Darstellungen kein heutiges Verständnis von Wissenschaftlichkeit zugrunde liegt. Geschichtsschreiber wählen das Erwähnenswerte nach Kriterien, die von ihrem Geschichtsbegriff her beeinflusst und konnotiert sind. Der Blick auf Geschehenes, historische Verhältnisse und Strukturen durch Geschichtswissenschaftler ist stets Wandlungen unterworfen, die allgemeinverbindliche Definitionen erschweren, wenn nicht sogar unmöglich machen. Auch eine wissenschaftliche Geschichtsschreibung wählt historische Daten nach letztlich subjektiven oder ideologischen Kriterien aus, stellt sie neu dar, ordnet und deutet sie und kann somit nie vollkommen neutral sein. Moderne geschichtswissenschaftliche Werke sind jedoch inhaltlich und methodisch überprüfbar. Wissenschaftliche Methoden wie die Quellenkritik gehören ebenso dazu wie der wissenschaftliche Diskurs innerhalb der jeweiligen Fachrichtung.
Wer über Geschichte schreibt, schlägt notwendigerweise eine Interpretation der Vergangenheit vor und postuliert zu diesem Zweck Kausalitäten und Zusammenhänge. Dies betrifft bereits die Werke von Herodot und Thukydides, deren geschichtstheoretische Vorstellungen und methodische Praxis rekonstruiert werden müssen, um sie für eine Geschichtsschreibung nach neueren wissenschaftlichen Maßstäben zu verwenden. Immerhin war, „was heute in der Geschichtswissenschaft an Grundsätzlichem gedacht wird“, bei diesen beiden schon angelegt. Manche der antiken Geschichtsschreiber sahen sich vor allem als Verfasser literarischer Kunstwerke; ihre Ziele und Methoden unterschieden sich daher stark von denen heutiger Historiker. Die Anfänge einer Geschichtswissenschaft im engeren Sinne finden sich erst ab dem beginnenden 19. Jahrhundert (siehe Geschichte der Geschichtswissenschaft). Diese Verwissenschaftlichung von Geschichtsschreibung bleibt aber mit der Frage konfrontiert: In welchem Sinne wird Geschichte geschrieben und von wem? Auch die moderne Geschichtsschreibung rekonstruiert historische Daten und hinterlegt sie dabei notwendig mit einem Sinn. Dies wird dann problematisch, wenn es zu einer Glorifizierung geschichtlicher Vorgänge in der Geschichtsschreibung kommt und/oder eine bestimmte Geschichtspolitik betrieben wird. Ein bekanntes Beispiel dafür ist die Geschichtsschreibung zur Französischen Revolution. Eine methodisch fundierte wissenschaftliche Geschichtsschreibung bietet aber die Möglichkeit der weitgehenden Nachprüfbarkeit von Darstellung und Argumentation.
Nicht nur rein chronologisch, sondern auch nach der Typologie gibt es eine starke Ausdifferenzierung von Arten der Geschichtsschreibung. Hinsichtlich der Typologie steht fraglos die Betrachtungsperspektive und damit das jeweilige Erkenntnis- oder Vermittlungs-Ziel der Geschichtsschreibung im Mittelpunkt. Die individuelle Sichtweise und Interpretation des Geschichtsschreibers spielt natürlich eine ebenso wesentliche Rolle.
Besonders Hayden White hat diesen Umstand betont; er analysierte das Problem der Erzählung in der modernen Geschichtstheorie und beschrieb, wie auch heute noch Erzählstrukturen das Verständnis jeder Rekonstruktion von Geschichte lenken und damit manipulieren. Elfriede Müller und Alexander Ruoff fassen das Ergebnis seiner Analyse so zusammen: „Erzählt man Geschichte, interpretiert man sie notwendig durch die Art und Weise, in der man ihre einzelnen Daten strukturiert.“

## Arten der Geschichtsschreibung
Zunächst wird die Geschichtsschreibung nach historischen Zeiträumen, nach Herkunft der Verfasser, nach thematischen und nach methodischen Gesichtspunkten geordnet (siehe Geschichte der Geschichtsschreibung). Die Geschichtsschreibung ist abhängig von politischen und gesellschaftlichen Zusammenhängen. Nachfolgend seien einige relevante Arten der Geschichtsschreibung knapp charakterisiert:
- Begriffsgeschichte: Bei der Begriffsgeschichte wird die Semantik von Begriffen in den Fokus der historischen Perspektive gestellt.
- Chronik: Eine Chronik (von griechisch chronika (biblia): Zeit-Buch, zeitlich geordnetes Buch; zu chronos: Zeit) ist eine geschichtliche Darstellung, die die Ereignisse in zeitlicher Reihenfolge präsentiert.
- Globalgeschichte: Die Globalgeschichte (Global History) ist eine Teildisziplin der Geschichtswissenschaft. Aufgrund der vielfältigen thematischen Zugänge erscheint eine umfassende Definition sehr schwierig. Anliegen der Globalgeschichte ist es, die europazentrierte Sicht auf die Universalgeschichte oder Weltgeschichte, die nicht selten von einem nationalstaatlichen Standpunkt aus betrieben wird und vom 18. bis in das 20. Jahrhundert hinein bestimmend ist, aufzubrechen und damit dem Prozess der Globalisierung Rechnung zu tragen. Sie betont die Verflechtungen (Transfers) und den Vergleich verschiedener Weltregionen. Ziel ist eine Geschichtswissenschaft jenseits des Nationalstaats (J. Osterhammel).
- Hofhistoriografie: Die Hofhistoriografie ist eine offizielle Art der Geschichtsschreibung, wobei der Hof als solcher oder einzelne Personen eines Hofes (Kaiser, Päpste, Könige, Fürsten, Herzöge, Grafen u. a.) beschrieben werden.
- Ideengeschichte: Die Ideengeschichte befasst sich mit Entstehung, Entwicklung und Wirkung epochentypischer Mentalitäten einerseits und wissenschaftlicher Ideen und Ansätze andererseits.
- Kirchengeschichte: Die Kirchengeschichte ist eine Teildisziplin der Theologie. Kirchenhistoriker als Wissenschaftler befassen sich speziell mit der Dogmengeschichte, der Geschichte der christlichen Theologie und der Entwicklung der Kirchen überhaupt. Das umfasst auch rechtsgeschichtliche, wirtschaftsgeschichtliche, siedlungsgeschichtliche und sozialgeschichtliche Aspekte, soweit sie mit der Entwicklung der Kirchen in Verbindung stehen.
- Kulturgeschichte: Die Kulturgeschichte (Kulturhistorik) befasst sich mit der Erforschung und Darstellung des geistig-kulturellen Lebens unter räumlicher (Landschaft, Stadt, Staat, Region usw.), zeitlicher (Jahrzehnt, Jahrhundert, Epoche, Regierungszeit usw.) oder anderer Begrenzung (Beruf usw.)
- Mentalitätsgeschichte: Die Mentalitätsgeschichte versucht die Einstellungen, Gedanken und Gefühle der Menschen einer Epoche darzustellen und zu erklären.
- Nationalgeschichte: Die Nationalgeschichte ist ein Muster für die Darstellung und Deutung von Geschichte aus der nationalstaatlichen Perspektive. Der zugrundeliegende Gedanke der „Entstehung der Nation“ ist mit einem Prozess der „Verwissenschaftlichung“ des Faches Geschichte verbunden. Die Nationalgeschichtsschreibung hat auch die Aufgabe, den Staat als politisches Gebilde mit den Mitteln der Geschichtswissenschaft zu legitimieren.
- Politische Geschichte: Politische Geschichte ist eine Art der Geschichtsschreibung, die den Staat und die politisch handelnden Personen untersucht.
- Sozialgeschichte: Sozialgeschichte erforscht und beschreibt die Entwicklung von Gemeinwesen nach Gruppen, Ständen, Schichten oder Klassen von Menschen mithilfe verschiedener Kriterien (Größe, Bedeutung u. a.); sie befasst sich auch mit den Wechselwirkungen und der Geschichte sozialer Prozesse.
- Transnationale Geschichte: Bei der transnationalen Geschichte geht die Perspektive über die nationalstaatlich fixierte und begrenzte Deutung einer Nationalgeschichte hinaus.
- Universalgeschichte: Als Universalgeschichte bezeichnet man die Menschheitsgeschichte insgesamt.
- Wirtschaftsgeschichte: Die Wirtschaftsgeschichte ist eine Brückendisziplin zwischen der Volkswirtschaftslehre und der Geschichtswissenschaft. Sie untersucht die historische Wirtschaftsentwicklung in Zusammenhang mit anderen Kulturveränderungen.
- Weltgeschichte: Die Weltgeschichte (auch: Universalgeschichte) ist eine Teildisziplin der Geschichtswissenschaft und beschäftigt sich im Idealfall mit der historischen Entwicklung der gesamten Menschheit, deren einzelne Aspekte sie zueinander in Beziehung setzt.
- Frauengeschichte: Die Frauengeschichte verbindet Geschichtswissenschaften und Geschlechterforschung und erforscht das Wirken der Frauen in der Geschichte.
- Geschlechtergeschichte: Die Geschlechtergeschichte befasst sich vor allem mit den Veränderungen in den Vorstellungen von Weiblichkeit und Männlichkeit und mit der Geschlechterordnung, dem Verhältnis der Geschlechter zueinander.

Weitere Arten der Geschichtsschreibung, vielfach in anderen wissenschaftlichen Disziplinen angesiedelt: Kunstgeschichte, Architekturgeschichte, Rechtsgeschichte, Wissenschaftsgeschichte, Medizingeschichte, Mediengeschichte, Universitätsgeschichte, Technikgeschichte, Sprachgeschichte, Literaturgeschichte.
Als besondere Darstellungsform sei auf die Kunstform des Comics hingewiesen, z. B. Illustreret Danmarkshistorie for Folket.